# Ungarisches Museum für Kunstgewerbe

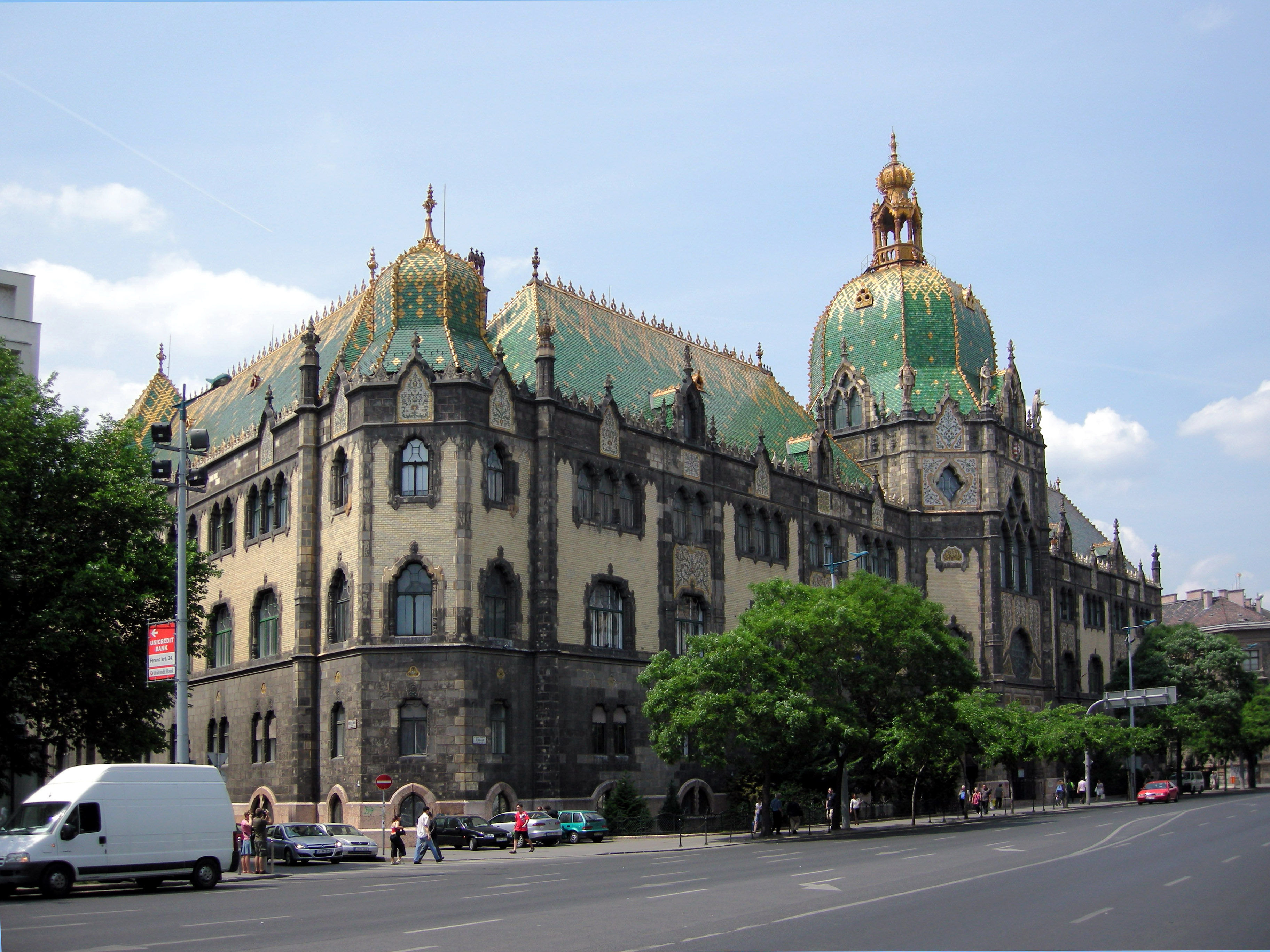
Außenansicht

Das Ungarische Museum für Kunstgewerbe (ungarisch: Magyar Iparművészeti Múzeum; englisch: Museum of Applied Arts) ist ein Museum für Angewandte Kunst in Budapest. Es ist nach dem Victoria and Albert Museum in London sowie dem Museum für angewandte Kunst in Wien das drittälteste Museum für Kunsthandwerk Europas.
Das Hauptgebäude ist seit 2017 wegen Renovierung geschlossen.

## Geschichte des Museums
Im Jahr 1872 stellte das Ungarische Parlament 50.000 Forint zur Verfügung, um auf der Weltausstellung 1873 in Wien Werke der angewandten Kunst zu erwerben. Diese bildeten den Grundstock der Sammlung. Diese wurde zuerst im Treppenhaus der Ungarischen Nationalgalerie in Budapest gezeigt. Anschließend zog sie in die Sugár-Straße 69 in die alte Kunstgalerie. In den 1890er Jahren tat sich die Möglichkeit eines eigenen Museumsbaus auf. Zunächst wurde eine Seite der Hőgyes–Endre–Straße erworben. Die Regierung schrieb einen öffentlichen Wettbewerb zur Gestaltung des Museumsplatzes und der Kunstgewerbeschule aus. Ödön Lechner und Gyula Pártos erhielten den Auftrag, jedoch wurde erst 1893 die Baugenehmigung erteilt. Am 25. Oktober 1896 fand die Einweihung des Museums statt.
1914 zeigte das Museum eine Ausstellung von 354 anatolischen Teppichen des späten 15. bis 17. Jahrhunderts, 228 davon waren Leihgaben Siebenbürger Gemeinden. Diese Ausstellung machte erstmals das kulturelle Erbe der sogenannten Siebenbürger Teppiche einer breiten Öffentlichkeit bekannt. Eine neue Veröffentlichung des Museums rekonstruiert die Ausstellung und erforscht die damalige Herkunft und den heutigen Verbleib der Ausstellungsstücke.

## Sammlung
Gezeigt werden alle Arten von Angewandter Kunst. Besonders hervorzuheben ist die Sammlung von Ungarischer Volkskunst, darunter Porzellan und insbesondere das der Zsolnay Porzellanmanufaktur und Majolika. Weiterhin wird auch Hinduistische und Islamische Kunst ausgestellt.

## Veröffentlichungen des Museums
- Emese Pásztor (Hrsg.): ‚Transylvanian‘ Turkish rugs – Tracing the Ottoman Rugs from the 1914 Exhibition in the Budapest Museum of Applied Arts. Ungarisches Museum für Kunstgewerbe, Budapest, ISBN 978-6-15521740-1.

## Galerie

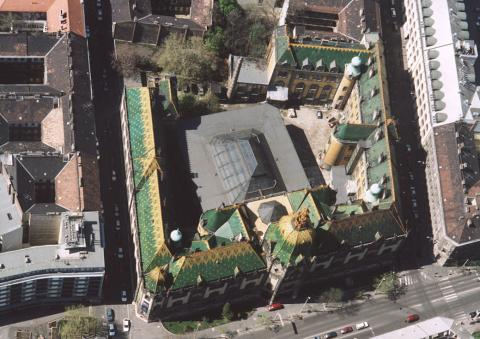
Luftaufnahme
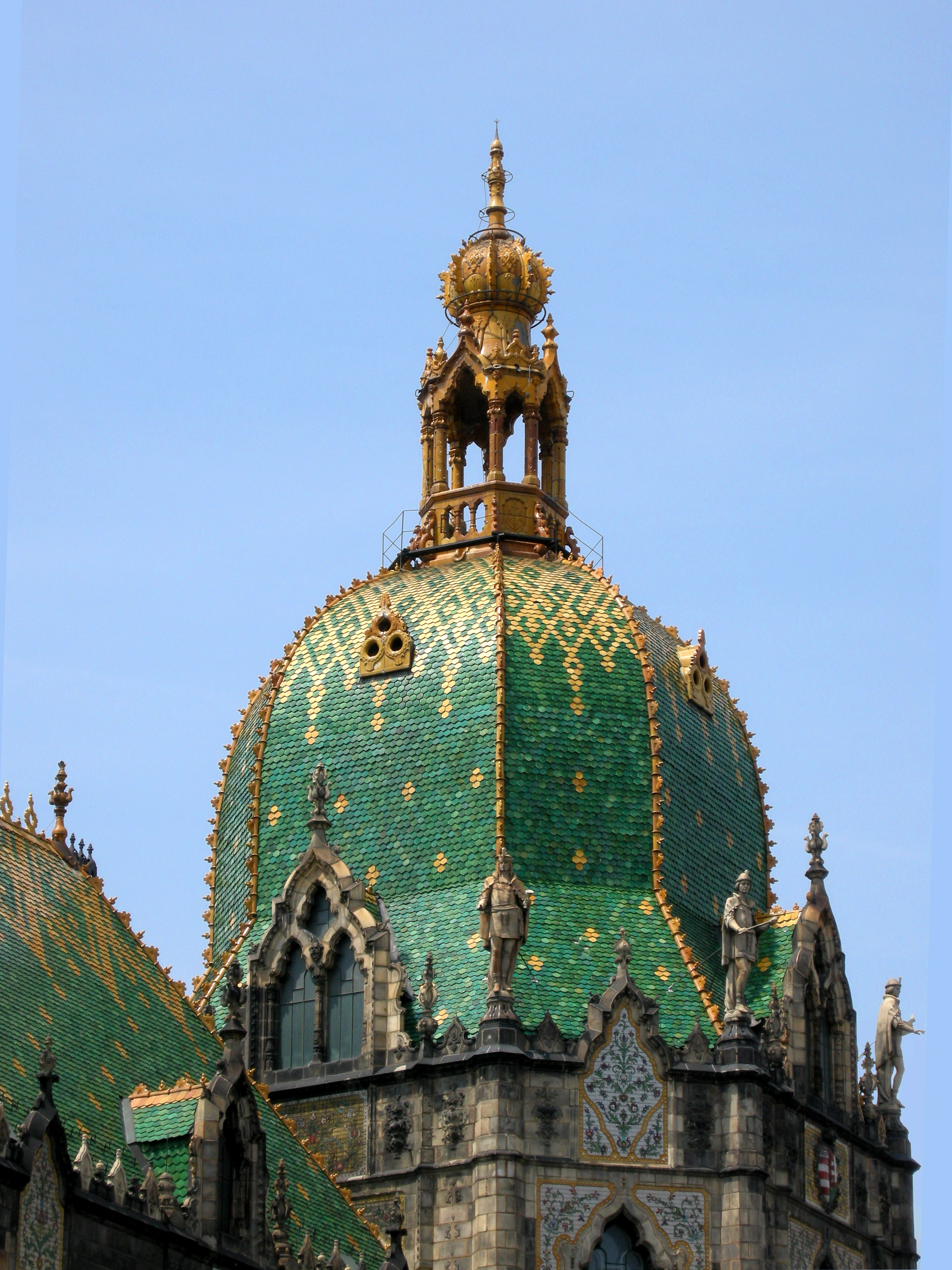
Kuppel
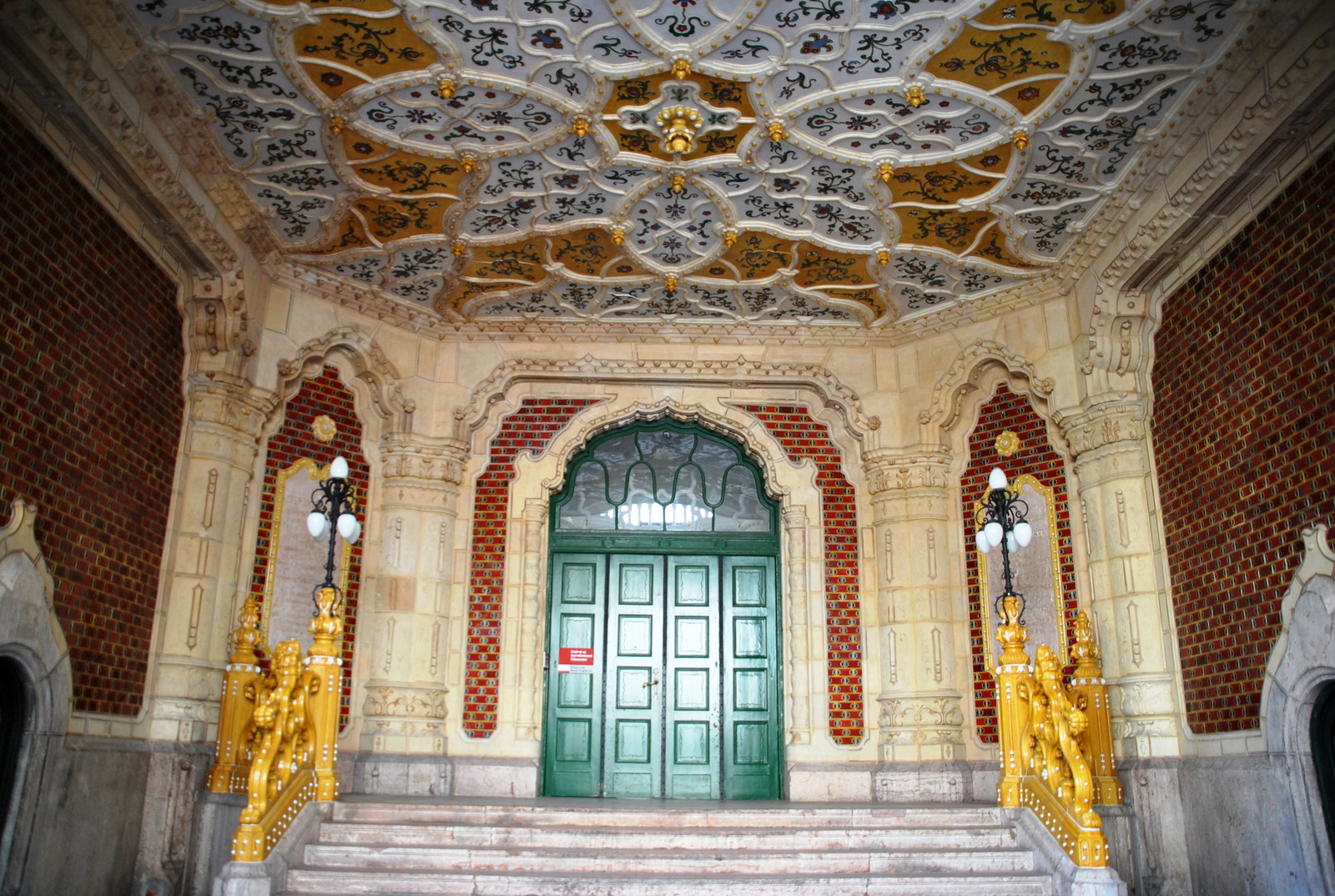
Eingang
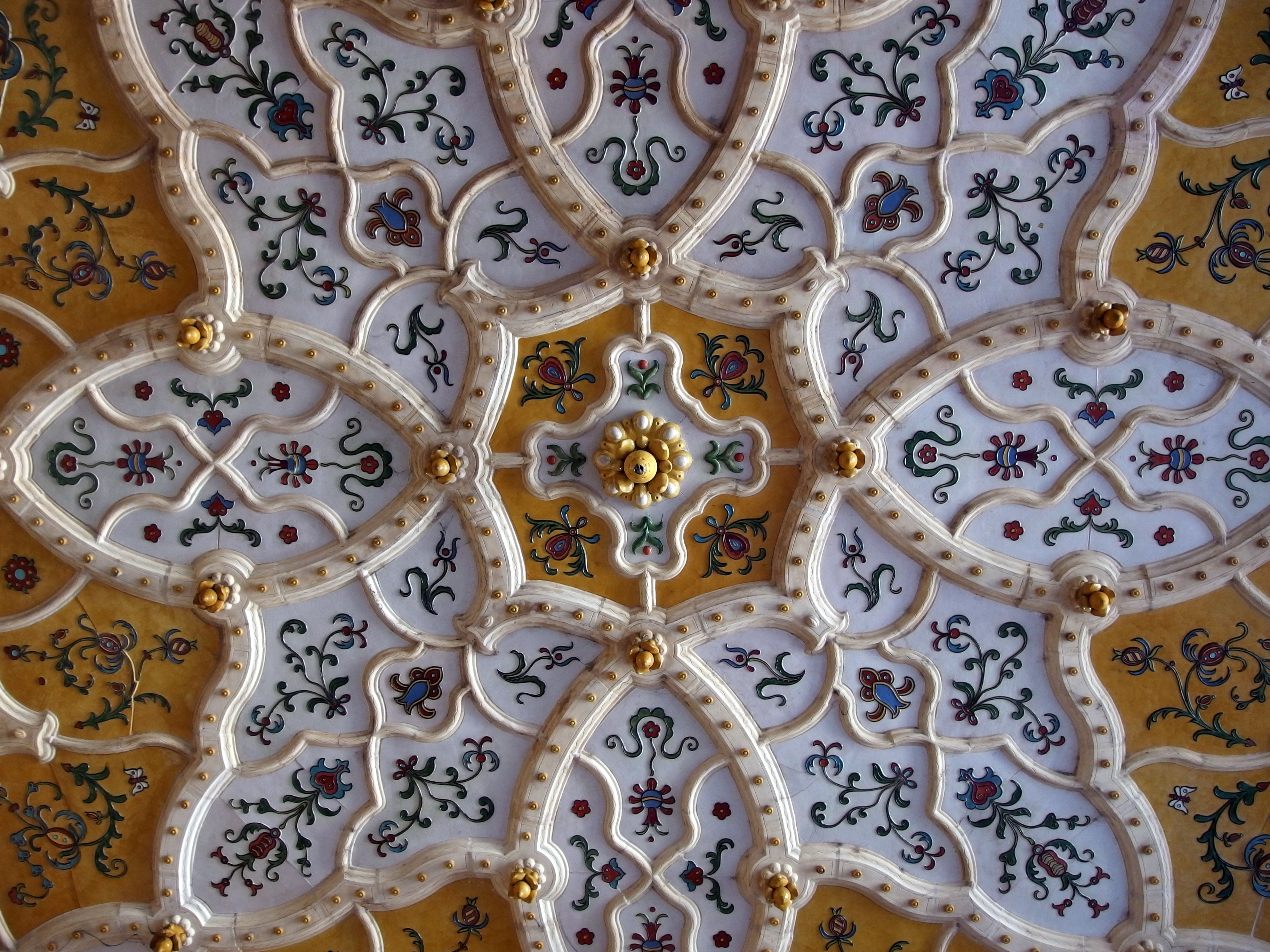
Detail der Decke am Eingang – Zsolnay Keramik
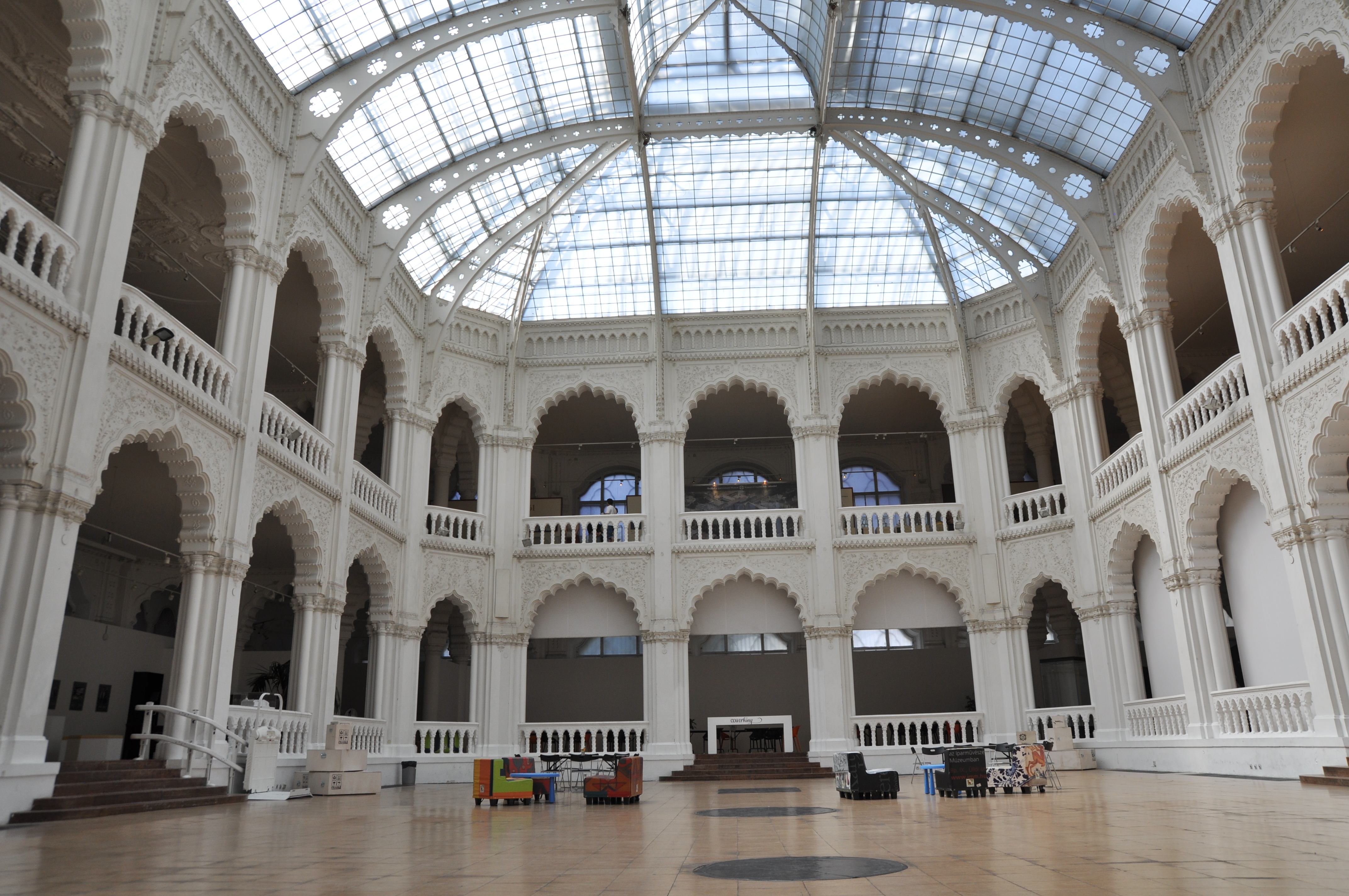
Ausstellungshalle
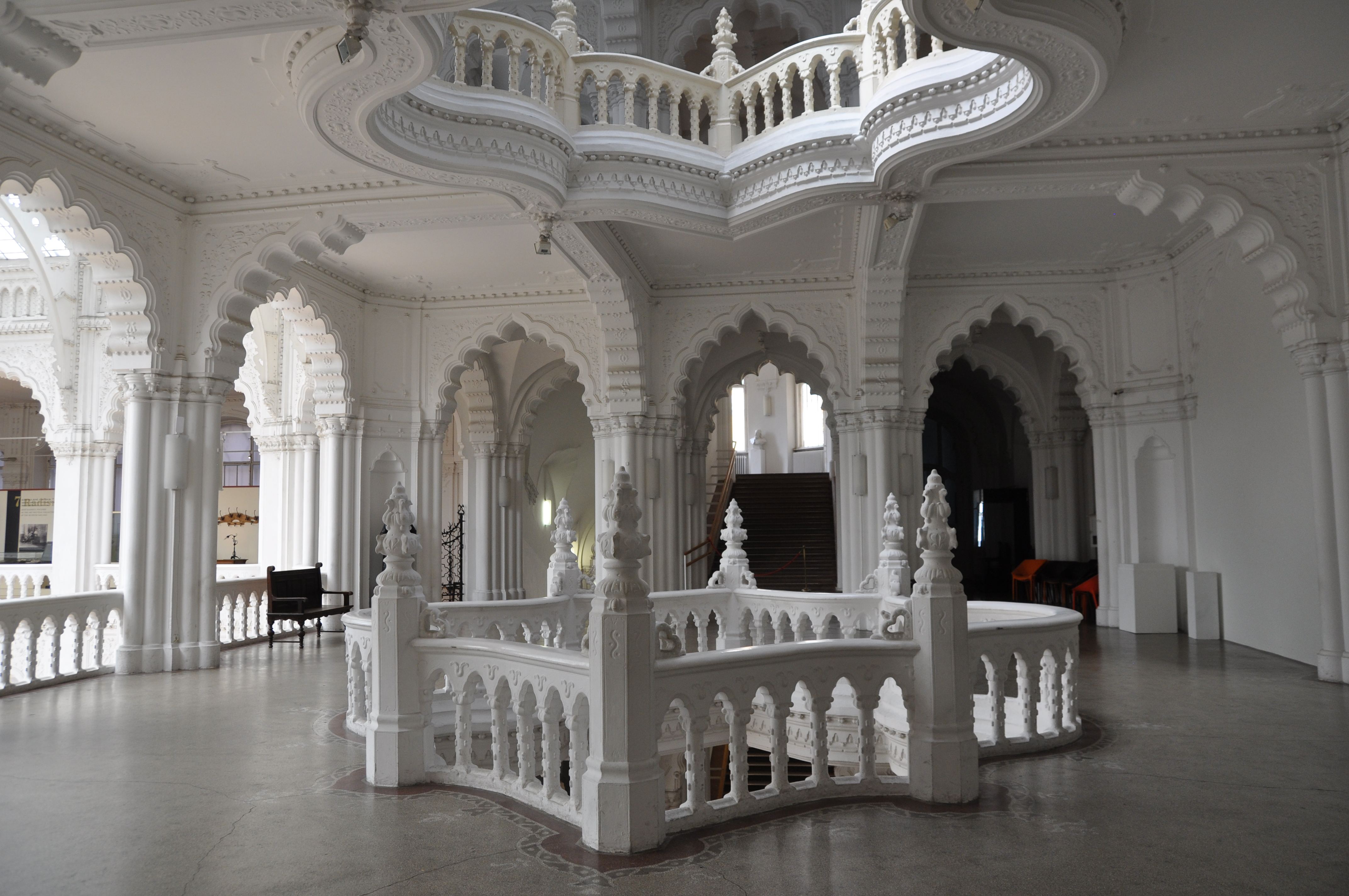
Innenansicht
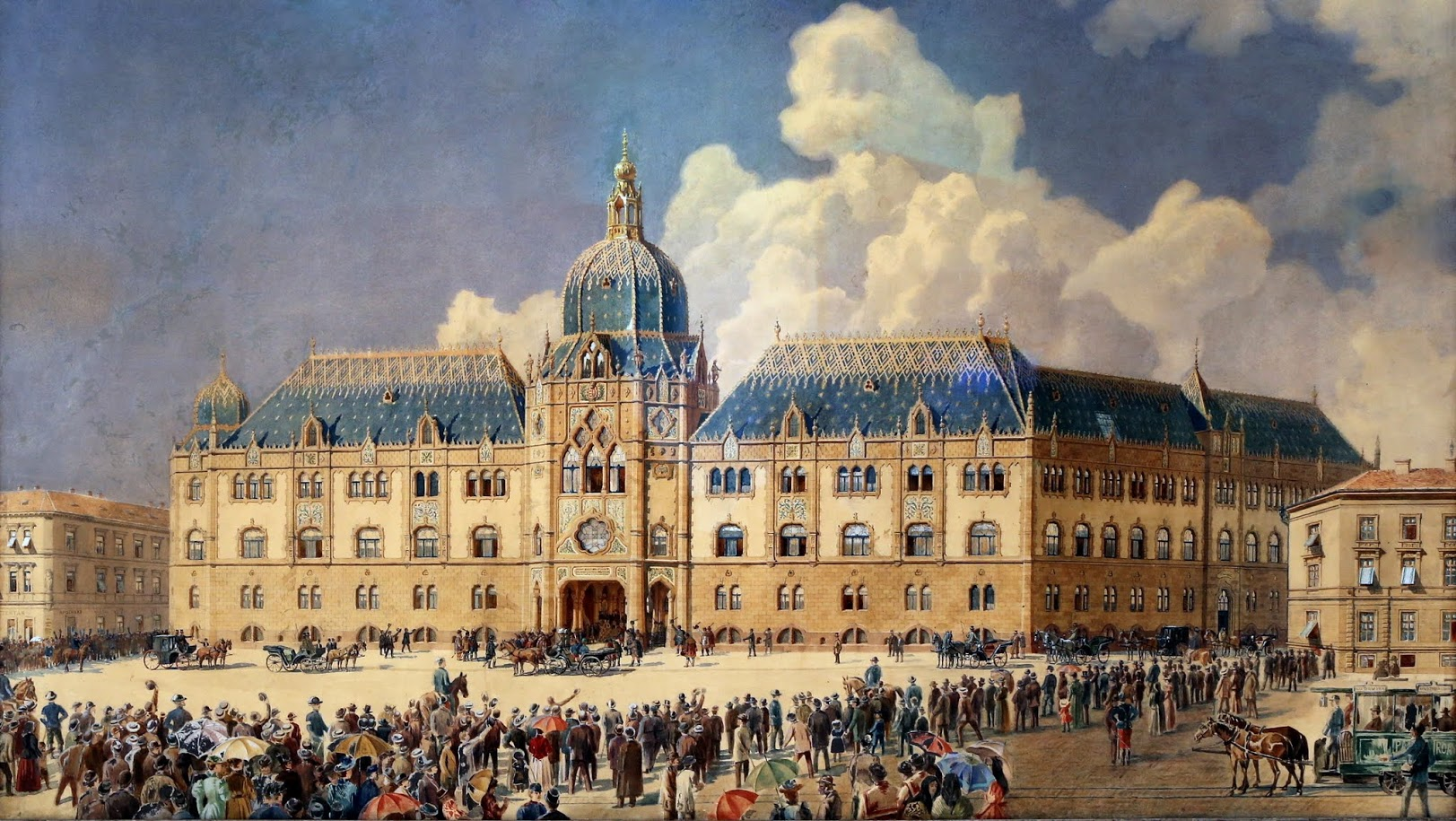
Ansicht von 1896
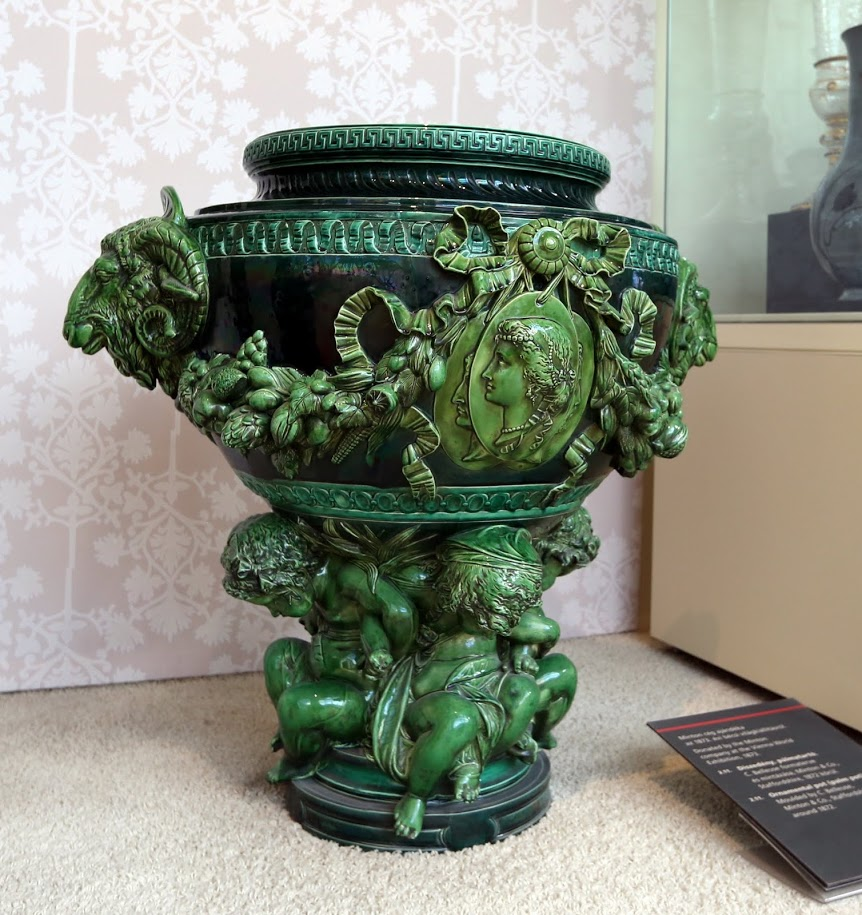
Ausstellungsstück